# Signalberg (Damme)
Der Signalberg bei Damme im niedersächsischen Landkreis Vechta ist mit 146 m ü. NHN die höchste Erhebung der Dammer Berge und des Oldenburger Münsterlandes.

## Geographie

### Lage
Der Signalberg erhebt sich etwa im Mittelteil der Dammer Berge und im Naturpark Dümmer. Sein Gipfel liegt 3,7 km nordnordöstlich von Damme, 3,8 km südlich von Steinfeld und etwa 670 m östlich des an der beide Ortschaften miteinander verbindenden Landesstraße 846 stehenden Restaurants Schweizerhaus.
Über die Erhebung verläuft die Weser-Ems-Wasserscheide: Das Wasser aller Fließgewässer, die von ihr ostwärts fließen, wendet sich durch die Hunte der Weser zu, und jenes der Bäche, die westwärts verlaufen, erreicht durch die Hase die Ems.

### Naturräumliche Zuordnung
Der Signalberg gehört in der naturräumlichen Haupteinheitengruppe Dümmer-Geestniederung (Nr. 58), in der Haupteinheit Bersenbrücker Land (585) und in der Untereinheit Bersenbrück-Dammer Endmoränenbogen (585.0) zum Naturraum Dammer Berge (585.03).

## Schutzgebiete
Auf dem Signalberg liegen Teile des Landschaftsschutzgebiets Dammer Berge (CDDA-Nr. 320272; 1973 ausgewiesen; 55,673 km² groß). Bis auf seinen Nord- und Westhang reichen solche des Fauna-Flora-Habitat-Gebiets Dammer Berge (FFH-Nr. 3414-331; 7,7224 km²).

## Türme

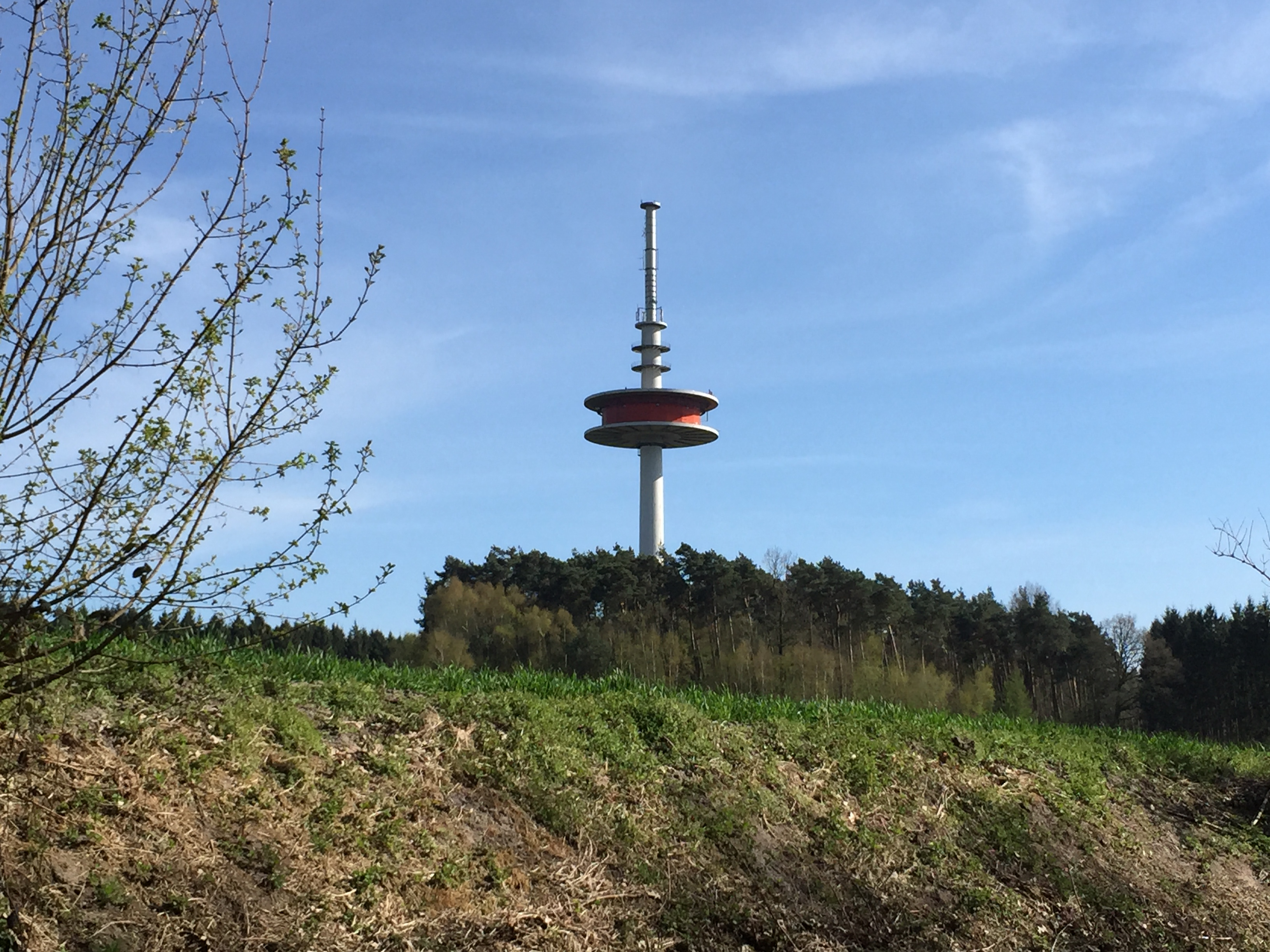
Fernmeldeturm Dammer Berge

Auf der Kuppe des Signalbergs steht ein Sendeturm der Bundeswehr und etwa 730 m nordnordwestlich des Gipfels der 134 m hohe Fernmeldeturm Dammer Berge der Deutschen Telekom. Von letzterem werden die Programme NDR Info, N-Joy, Deutschlandfunk und Deutschlandradio Kultur ausgestrahlt.
Digitales Radio (DAB / DAB+):
Digitaler Hörfunk im DAB+-Standard wird vom Fernmeldeturm seit dem 27. Januar 2017 in vertikaler Polarisation gesendet.
| Block                     | Programme (Datendienste) | ERP (kW) | Antennen- diagramm rund (ND)/ gerichtet (D) | Gleichwellennetz (SFN)                                                                                      |
| ------------------------- | --- | -------- | ------------------------------------------- | --- |
| 10A NDR NDS OS (D__00336) | DAB+ Block des Norddeutschen Rundfunks - NDR 1 NDS OS (Osnabrück) (104 kbps) - NDR 2 NDS (104 kbps) - NDR Kultur (104 kbps) - NDR Info NDS (104 kbps) - N-Joy (104 kbps) - NDR Blue (104 kbps) - NDR Schlager (104 kbps) - NDR Info Spezial (104 kbps) - NDR BWS (16 kbps) - ARD TPEG (16 kbps) | 2,5      | D (70–250°)                                 | Damme, Lingen, Osnabrück (Bramsche-Schleptruper Egge), Osnabrück (Grafensundern), Papenburg, Sögel/Windberg |